# Ministero della difesa nazionale (Romania)
Il Ministero della difesa (in romeno Ministerul Apărării Naționale – MApN) è un dicastero del governo rumeno responsabile della difesa nazionale, secondo la legge e della strategia di sicurezza nazionale, della salvaguardia della sovranità, dell'indipendenza e dell'unità dello Stato, dell'integrità territoriale del paese e della democrazia costituzionale.
Il Ministero della difesa è responsabile dinanzi al Parlamento, al Governo e al Consiglio supremo della difesa nazionale in conformità con la Costituzione, le altre leggi in vigore, le decisioni del governo e il Consiglio supremo della difesa nazionale e dei trattati internazionali di cui la Romania è parte integrante.
Nel giugno 2010, il Ministero della difesa aveva 83 104 dipendenti, militari e civili.

## Strutture e funzioni
Il Ministero della difesa nazionale è organizzato in strutture centrali. Le Strutture centrali sono subordinate al Ministero della difesa nazionale:
- Dipartimento per l'integrazione e la difesa euro-atlantica

Coordina il processo di integrazione euro-atlantica e lo sviluppo delle relazioni militari internazionali, è responsabile dell'esecuzione della politica di difesa, assicura la pianificazione della difesa integrata e controlla l'attività di ricerca nel suo ambito di competenza.
- Dipartimento per le relazioni con il Parlamento, l'armonizzazione legislativa e le pubbliche relazioni

Assicura i rapporti con il Parlamento, altre autorità pubbliche e ONG, coordina l'attività legislativa, presenta i progetti di leggi al Parlamento, coordina il processo di armonizzazione con le disposizioni di difesa dei membri della NATO e dell'UE, coordina le pubbliche relazioni e l'attività di ricerca nella sua area di responsabilità.
- Dipartimento degli armamenti

È responsabile delle acquisizioni militari e coordina la ricerca nel suo ambito di competenza.
- Stato maggiore

Assicura la gestione militare delle forze armate, è responsabile dell'organizzazione delle Forze armate, soddisfa i programmi di integrazione euro-atlantica e la cooperazione politico-militare per le proprie strutture e controlla l'attività di ricerca nel suo ambito di competenza.
Lo stato maggiore è guidato dal capo di stato maggiore generale, nominato dal presidente della Romania su proposta del Ministero della difesa nazionale e con l'approvazione del primo ministro.
Il capo di stato maggiore generale è il più alto grado militare nelle forze armate.
È stabilito anche un comitato dei capi dello stato maggiore generale con ruolo deliberativo.
La sua organizzazione e funzione è stabilita con il decreto del Ministero della difesa nazionale.
- Ispettorato del Ministero della difesa nazionale

È la struttura attraverso la quale il Ministero della difesa nazionale esercita il controllo e valuta le attività sviluppate nelle forze armate.
L'Ispettorato organizza e controlla l'ambiente e la tutela del lavoro, tecnico e metrologico.
L'ispettorato è gestito dall'ispettore generale designato con decreto del Ministero della difesa nazionale.
- Segreteria generale

Controlla le direzioni dei servizi subordinati, stabiliti dal decreto del Ministro della difesa nazionale e garantisce il protocollo di segreteria, amministrazione e funzioni a livello di ministero.
La segreteria generale è presieduta dal segretario generale, funzionario nominato per ordine del Ministro della difesa nazionale.
- Direzione generale della difesa

È la struttura specializzata per la raccolta, l'elaborazione, la conferma, l'archiviazione e la valutazione dei rischi non militari e le minacce che riguardano la sicurezza nazionale, militare, interna ed esterna, è anche responsabile dell'Intelligence, dello sviluppo dell'attività crittografica e geografica. Garantire la data di richiesta da parte delle forze armate. Direzione generale è guidata da un direttore generale nominato dalla decisione del Consiglio dei ministri su proposta del ministro della difesa nazionale.
- Direzione per la gestione delle risorse umane

È la struttura specializzata nell'elaborazione delle politiche, delle strategie e delle regole nella gestione professionalizzata delle risorse umane.
- Direzione finanziario-contabile

È la struttura specializzata del Ministero della difesa che assicura l'espletamento delle attività economico-finanziarie-contabili del ministro in qualità di capo contabile.
- Direzione per l'audit interno

È la struttura specializzata nelle verifiche endogene ed espositive sull'amministrazione del patrimonio e sull'uso del denaro pubblico secondo i criteri di efficienza ed economicità. 
Il Ministero della difesa nazionale tra  le altre strutture subordinate ha anche:
- Dei Consiglieri del ministro;
- Un Consigliere diplomatico;
- Un Gabinetto del ministro;
- Un Organo di controllo del ministero
- Una Direzione dei tribunali militari e una sezione della Procura militare, subordinate al Ministro della difesa nazionale per quanto riguarda solo gli aspetti stabiliti dal comune ordine del ministro della difesa nazionale, del ministro della giustizia e dal procuratore generale.

Il Ministero della difesa nazionale è responsabile del personale di servizio, dei comandi, delle direzioni, dell'istruzione e degli istituti di ricerca, delle formazioni e delle altre strutture.
Il Ministero della difesa nazionale esercita la leadership, ed è assistito dai segretari di Stato e dal capo di stato maggiore generale.
Presso il Ministero della difesa a livello nazionale vi sono: 
- Il Collegio di consultazione del Ministero della difesa nazionale;
- Il Consiglio di difesa con il ruolo deliberativo.